# Veretillidae
Veretillidae es una familia de "plumas marinas" que pertenecen al orden Pennatulacea, dentro de la clase Anthozoa. 
Enmarcados comúnmente entre los corales blandos, ya que carecen de esqueleto cálcico como los corales del orden Scleractinia, por lo que no son corales hermatípicos. 
Forman colonias de pólipos, de 8 tentáculos, unidos por una masa carnosa de tejido común generado por ellos, llamada cenénquima, que recubre un raquis, o eje, sin ramificar, para soportar la colonia. De simetría radial, los pólipos autozoides son retráctiles y sin cálices.
Se distribuyen por todos los océanos.

## Géneros
Según el Registro Mundial de Especies Marinas, la familia comprende 5 géneros que contienen, aproximadamente, 39 especies: 
- Amphibelemnon López-González, Gili & Williams, 2000
- Cavernularia Valenciennes in Milne-Edwards & Haime, 1850
- Cavernulina Kükenthal & Broch, 1911
- Lituaria Valenciennes, 1850
- Veretillum Cuvier, 1798